# كورونا دي ريدورتا
كورونا دي ريدورتا (بالإنجليزية: Corona di Redorta)‏ هو أحد جبال سلسلة جبال الألب ليبونتيني ويقع في كانتون تيسينو في سويسرا. يحتل المرتبة رقم 267 في قائمة جبال سويسرا من حيث الارتفاع، إذ يبلغ ارتفاعه حوالي 2804 متر، بينما يبلغ ارتفاع نتوء الجبل 481 متر.